# Лінник Павло Дмитрович
Павло́ Дми́трович Лі́нник (нар. 1916 — пом. 19 січня 1944) — радянський військовик часів Другої світової війни, розвідник 173-ї окремої розвідувальної роти 109-ї стрілецької дивізії (окрема Приморська армія), єфрейтор. Герой Радянського Союзу (1942).

## Біографія
Народився 1916 (за іншими даними — 1911) року в Макарисі, нині Знам'янський район Кіровоградської області в бідній селянській родині. Українець. Закінчив 7 класів, працював на шахтах Донбасу.
До лав РСЧА призваний у 1938 році. Учасник німецько-радянської війни з червня 1941 року. Брав участь у обороні Севастополя.
Розвідник єфрейтор П. Д. Лінник неодноразово здійснював рейди у ворожий тил, добуваючи важливі розвідувальні дані. Після прориву оборони міста в районі Балаклави у лавах захисників стійко відбивав запеклі атаки супротивника, гранатами знищив 3 ворожих танки.
Важко пораненим потрапив у полон. Здійснив втечу з табору для військовополонених і, пройшовши степами півдня України, повернувся у рідне село. Продовжував боротьбу в складі партизанського загону в Чорному лісі. Під час одного з боїв був важко поранений і помер 19 січня 1944 року.
Похований у братській могилі садиби села Веселий Кут Знам'янського району Кіровоградської області.

## Нагороди
Указом Президії Верховної Ради СРСР від 20 червня 1942 року за зразкове виконання бойових завдань командування на фронті боротьби з німецькими загарбниками та виявлені при цьому відвагу і героїзм, єфрейторові Ліннику Павлу Дмитровичу присвоєне звання Героя Радянського Союзу з врученням ордена Леніна і медалі «Золота Зірка».